# Sakété
Sakété ist eine Stadt und eine Kommune in Benin. Sie bildet die Hauptstadt des Département Plateau und liegt etwa sechzig Kilometer vom Hafen von Cotonou entfernt. Die Stadt hatte bei der Volkszählung im Mai 2013 eine Bevölkerung von 43.541 Menschen und die deutlich größere Kommune Sakété hatte zum selben Zeitpunkt 114.088 Einwohner.

## Geografie
Im Jahr 1905 kam es in Sakété zu einem Aufstand gegen die französische Verwaltung, der den stellvertretenden Verwalter das Leben kostete. Zu seinem Gedenken wurde ein Denkmal errichtet.

## Bevölkerung
Bevölkerungsentwicklung:
- 1979 (Volkszählung): 19.390 Einwohner
- 1992 (Volkszählung): 24.170 Einwohner
- 2002 (Volkszählung): 26.036 Einwohner
- 2013 (Volkszählung): 43.541 Einwohner